# Anguillicola australiensis
Anguillicola australiensis är en rundmaskart som beskrevs av Johnston och Mawson 1940. Anguillicola australiensis ingår i släktet Anguillicola och familjen Anguillicolidae. Inga underarter finns listade i Catalogue of Life.